# 豊川市立西部中学校
豊川市立西部中学校（とよかわしりつ せいぶちゅうがっこう）は、愛知県豊川市国府町岡本にある公立中学校。略称は西中（せいちゅう）。

## 概要
豊川市西部にあり、学校の前には音羽川が流れ、学校の裏には山がそびえるという自然豊かな学校である。
豊川市立国府小学校と豊川市立御油小学校を卒業した生徒が入学し、生徒数は610人。クラス数は19である。（2013年度）
西部中学校は制服以外にもジャージでの登校が可能。制服で登校するのは入学式や卒業式等の式典の時や、全校・学年集会などの集会がある日や定期試験。西部中学校のジャージはえんじ色で、夏でも冬用の分厚いジャージを着ている生徒もいる。
学校のすぐ前には音羽川が流れており、学校の前の部分だけ遊歩道が整備されている。この遊歩道には桜が多数植えられており、春になると非常に美しい。
2009年（平成21年）からは新しいジャージが使用されることが決定した。新しいデザインは、半袖は白地にピンクのラインとTOYOKAWA SEIBUのロゴ、長袖はグレーを基調としている。2012年からジャージのデザインは変わらないが素材が変わり少し濃くなった。
2020年チャックがなくなり素材が少し変わった。

## 校訓
校訓は最善を尽くそう ・深く考え自ら学ぶ ・心と体をきたえる ・友情を育て、自他ともに生かすである。最善を尽くそうの英訳Do Your Bestは生徒の間でも親しまれており、生徒会役員などがしばしば口にするほか、学校通信などの印刷物にも大きく書かれていることが多い。

## 学校行事
行事は一般的な中学校とほぼ同じである。ここでは特筆すべき行事について解説する。

### 西中祭
2002年度に文化祭と体育祭を合体させてできた行事である。毎年9月21日・22日に行われる。1日目の午前中には運動場で地域の人も参加する「ふれあい活動」、午後に体育館で「ステージパフォーマンス」が行われる。これは文化部や選択授業の生徒、有志の生徒などがステージで普段の活動の成果などを発表する。また、教員も参加するので生徒たちには人気がある行事である。1日目の昼には「PTA飲食バザー」が行われる。しかし、2009年から時間とPTAの人数の都合でPTA飲食バザーは無くなった。午前は運動場で「クラス対抗種目」が行われる。午後は「長縄/マスゲーム」が行われる。

### 校歌探訪
5月に1年生が参加する行事。校歌に歌われている場所を訪ねるという行事で、宮路山に登って山頂から三河湾を眺めたりする。

## 校歌
西部中学校の校歌の作曲者は、童謡「かわいい魚屋さん」の作曲者でもある山口保治。山口保治は西部中学校がある豊川市国府町の生まれである。

## 学区
豊川市立国府小学校と豊川市立御油小学校の通学区域内。

## 沿革
- 1947年 - 国道一号線沿いの豊川市白鳥町に設立。当時の学区は、国府小、桜町小と宝飯郡御油町立御油小の学区だった。
- 1974年 - 車公害等の環境悪化に伴い、現在地に移転。旧校地は、株式会社アイホークリエイツになる。

## 交通アクセス
- 名鉄名古屋本線・豊川線 国府駅より西に徒歩約10分

## 出身の著名人
- 野澤登真（バスケットボール選手）